# Географічні назви-рекордсмени
Топонімія (від грецьких слів topos — місце, місцевість та onyma ім'я) — сукупність географічних назв певної території.
Топоніміка — розділ лінгвістики, що вивчає власні географічні назви.
Вдумливе читання географічної карти здатне надати глибоку інформацію про природу, населення та історію різноманітних географічних об'єктів. Однак деякі назви настільки оригінальні, що не потребують особливої ерудованості та вдумливості. Інші навпаки ідеально лаконічні. Особливо лапідарна топонімія Франції. Вашій увазі пропонуються унікальні назви географічних об'єктів — гуллівери та ліліпути топоніміки Землі.
Топоніміка — це мова Землі, де історія людства записана в географічних назвах.
(М. І. Надєждін, російський географ)

## Назви-гуллівери
- Невелике за розмірами озеро у штаті Массачусетс (США) має назву з 42 літер (англійською 44): Чаргоггагоггманчауггагоггчаубунагунгамаугг. У перекладі з місцевої індіанської мови це означає: «Я ловитиму рибу на цій стороні, ти ловитимеш рибу на тій стороні, а посередині ніхто нічого не ловить». Цікавий факт, адже у назві зафіксовано угоду між двома індіанськими племенами, які жили на різних берегах цього озера.
- Станція в Уельсі (Велика Британія) має назву з 54 літер (англійською 58): Лланвайрпуллґвінґіллґоґерихвирндробуллллантісіліоґоґоґох, що перекладається з уельської як «церква в низині, що поросла білою ліщиною, біля річки з водовертю поблизу печери Святого Тисіліо». Для зручності вимови назву скорочують до Лланфайр. Але на залізничному квитку вона прописується повністю, завдяки чому ці квитки — найдовші у світі (15 см у довжину і 4 — в ширину).
- Маленьке поселення на Північному острові Нової Зеландії має назву, яка складається з 83 літер: Тауматауакатангіангакоауауотаматеатурипукакапікімаунгахоронукупокануенуакітанатаху. В перекладі з маорійського це означає: «Місце, де Таматеа, людина з довгими гомілками, відомий горопожирач, який рухав горами, підіймався на них і ковтав їх, грав на флейті для своєї коханої».
- Та до книги рекордів Гіннеса з найдовшою у світі назвою потрапила столиця Таїланду — Бангкок. В перекладі це звучить як «Місто дикої сливи». Повна ж назва Бангкоку налічує 147 літер і означає наступне: «Велике місто янголів, найвище вмістилище божественних скарбів, велика земля, яку не можна завоювати, велике і процвітаюче царство, чудова і процвітаюча столиця дев'яти коштовних каменів, місце, де живуть найбільші володарі і розміщений великий палац, житло богів, здатних перевтілюватися в духів».
- Серед селищ України найдовшу назву має Петропавлівська Борщагівка, що в передмістях Києва. Назва з 26 літер.

## Назви-ліліпути
- А — так називаються річки в Нідерландах та Німеччині, містечка на Лофотських островах Норвегії, Франції, Данії та Швеції.
- І — містечка з такою назвою є на півночі Франції та на західному узбережжі Фінляндії.
- О — таке селище знаходиться у Франції (але пишеться чотирма літерами — Haux).
- Ю — такі містечка є у Франції та Швеції.
- Е — містечко в Бельгії та один з портів Бірми.
- У — містечко на Каролінських островах у Тихому океані, а також ліва притока річки Меконга (південно-західна Азія) та місто у Південній Кореї.